# 알라
알라(아랍어: الله, Allāh)는 신을 의미하는 아랍어 호칭이다. 오늘날에는 일반적으로 이슬람교의 유일신을 지칭하는 단어로 사용되고 있다. 이 단어는 신을 뜻하는 al-ilah에서 축약되어 유래된 것으로 보이며, 아람어의 엘라와 시리아어의 알라하(ܐܲܠܵܗܵܐ), 히브리어의 엘(엘로힘)이 신을 뜻하는 것과 언어적으로 관련이 있다.
'알라'라는 단어는 이슬람 이전 시대부터 다신교를 믿었던 아랍인들에 의해 사용되어 왔다. 이슬람 이전의 아랍인들은 그들이 '알라'라고 불렀던 최고 신을 다른 더 낮은 신들과 함께 숭배했다. 이후 이슬람의 창시자인 무함마드는 이슬람의 신에 대한 개념을 나타내기 위해 알라라는 단어를 사용했다. 알라는 무슬림 (아랍인과 비아랍인 모두), 유대인 아랍어를 말하는 유대인, 그리고 고전 아랍어에서 무슬림이 된 대다수의 아랍인들에 의해 "al-ilāh"와 "Alah"라는 용어가 혼용된 이후 아랍 기독교인에 의해 신에 대한 용어로 사용되어 왔다. 이것은 또한 배타적이지는 않지만 종종 가자우즈 사람들뿐만 아니라 바하이인, 만다야인, 인도네시아와 몰타의 기독교인, 세파르나짐 유대인들에 의해 이런 방식으로 사용된다. 말레이시아 반도 지역의 기독교인과 시크교도들에 의한 비슷한 사용은 최근 정치적인 그리고 법적인 논쟁으로 이어지고 있다. 
한국어에서 사용되는 하나님과 같은 표현으로, 이슬람에서 《쿠란》을 읽고 기도인 살라트에서 사용하는 언어는 아랍어이므로 신을 지칭할 때 알라라는 표현을 사용하나 일반 회화와 주해서에서는 하나님이라는 표현을 구분하지 않는다. 이슬람은 기독교인들과 유대인들이 믿는 신은 이슬람에서 말하는 신과 다르지 않은 존재라고 본다.

## 어원
'알라'의 표기(الله, Allāh)는 '신'을 뜻하는 '일라후'(إله, ilāh) 에 아랍어의 정관사 '알'(ال, al)이 부가된 '알 일라후'(الإله)의 단축형 또는 발음이 변이된 형태. 유대교에서는 신을 '엘로힘', '엘'로 부르나, 이는 아람어, 히브리어, 아랍어가 셈족에 속하는 가까운 언어들이기 때문이다.

## 이슬람에서의 알라

이슬람 서법으로 쓴 알라

이슬람의 개조 무함마드는, 신(알라)으로부터 파견된 대천사 지브릴(가브리엘)에서 신에 불림받았음을 아랍어로 후세에 남긴 사도이며, 최후이자 최대의 예언자로 받들여진다. 무함마드는 어디까지나 신이 창조한 피조물인 인간을 위해 인간 중에서 불림받았음에 지나지 않으며, 이슬람에서의 신(알라)은 '단 한분이시며 영원하시며 성자와 성부도 두지 않았으며 그분과 대등한 것 세상에 없다'고 믿어진다. 즉 시간과 공간을 초월한 절대고유의 존재이며, 기독교 신학의 예수 그리스도의 개념 처럼, 무함마드를 '신의 아들'로 보는 신앙적, 신학적 개념은 없다.
알라는 전지전능한 유일한 존재로, 모든 것으로 초월하며, 눈이 없어도 보며, 귀가 없어도 들으며, 입이 없어도 말하는 존재로 규정하며, 알라를 의미하는 그림이나 조각 등을 남기는 게 불가능하다고 여긴다. 이슬람에서 특정 이미지를 사용하는 예배를 우상숭배로 취급하여 완전부정하는 게 여기서 근거한다.
이슬람은, 이전에 있었던 유대교, 기독교를 보완하는 신의 가르침으로서 이슬람의 존재를 규정하기 때문에, 이슬람에서의 신(알라)는 유대교 및 기독교의 야훼를 지칭한다. 알라는 6일만에 천지를 창조했으며, 언젠가 최후의 날에 전 인류를 죽음에서 부활시켜, 최후의 심판을 관장한다고 믿는다.
한편, 모든 것을 관장하는 전능의 신이 휴식을 할 이유가 없다고 생각하여, 천지창조의 6일 후에 신이 휴식을 취했다는 부분은 부정하는 점이 다르다. 이는, 이슬람이 유대교나 기독교를 같은 계시를 공유하는 종교로서 존중하면서도, 이들의 교리는 인위적으로 바뀌었다고 보는 관점의 한 예이다. 쿠란이 현재의 형태가 된 것은 무하마드의 사후이나, 무슬림은 신이 파견한 대천사 가브리엘로부터, 무함마드에게 말하게 한 내용이 현재의 쿠란으로 완전히 재현되었다고 믿는다.

## 기독교에서의 알라

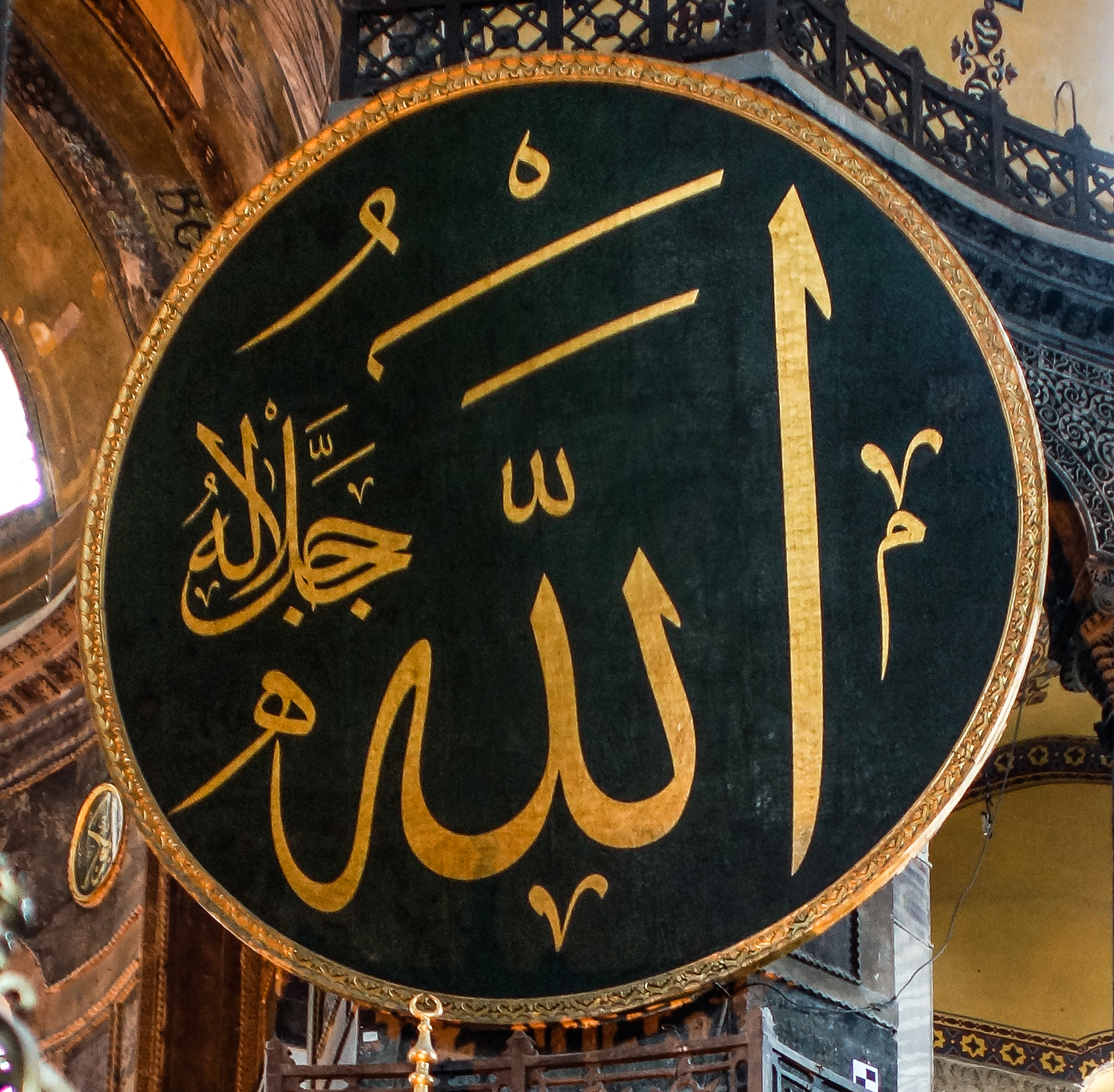
알라의 문장(이스탄불 아야소피아)

아랍어에서의 '알라'는 영어의 'God'에 해당한다. 이렇듯 아브라함계 일신교에 속한다고 일컬어지는 유대교, 기독교, 이슬람교의 '유일 절대신'을 지칭한다. 참고로 아랍권의 성경에서는 야훼를 '알라(후)'로 기록한다. 예를 들어, 동방정교회의 안티오키아 총대주교청, 아시리아 동방교회(네스토리우스파), 시리아 정교회  (비 칼케돈파)에서는 창조주를 '알라후'로 번역하고 있다. 그러나 말레이시아에서는 이슬람교 이외가 이를 사용하는 것이 제한되어 있어, 말레이시아의 가톨릭계 신문 '헤럴드'에서 '알라'라고 기술한 내용을 정부에서 사용금지 명령이 떨어지기도 했다. 이 사용금지명령은, 한때는 말레이시아 고등재판소에 의해 취소되어, 사용이 허용되기도 했으나, 2013년 10월 14일, 말레이시아 상소재판소에 의해 파기되어, 이슬람교도가 아닌 자가 신을 나타내는 용어로 '알라'를 쓰는 것이 금지 확정되었다.

## 속성
이슬람에서 정의하는 알라의 속성은 다음과 같다.
1. 독존성(獨存性) : 알라는 누군가가 낳은 것도 아니고 어딘가로부터 태어난 존재도 아니며, 그렇기에 부모처자나 형제가 없고 동료도 없으며 성별조차 없다. 색도 형태도 모양도 없고, 웃음이나 눈물 같은 감정 표현도 없고, 잠을 자지도 잊어버리지도 않고 무언가를 먹지도 않고, 말도 없고 병도 걸리지 않으며 시작도 끝도 없으며 외계의 영향도 받지 않는 무형의 존재이다. 따라서 어떠한 공물이나 제물이 필요하지 않다.
2. 무한성(無限性) : 알라는 시간이나 공간의 제약을 받지 않고 모든 한계를 초월해 절대적으로 영원히 존재하며, 모든 사물과 모든 곳에 항상 존재할 뿐 아니라 모든 인간을 위해 공통적으로 존재하고, 특정 인간에게만 선별적으로 편재하지 않고 모든 민족 모든 계층과 가까이 한다. 때문에 인간은 알라 앞에서 모두가 평등하며, 현세에 인간들 사이에 생겨나는 재산 차이와 같은 잠깐의 차이나 차별이 아무리 크다 해도 알라의 무한성에 비하면 말 그대로 잠깐에 불과하며, 모두가 똑같이 알라 앞에서 최후의 심판을 받게 되므로 일시적인 차이나 차별을 가지고 과대망상에 빠져서는 안 된다는 것이 이슬람의 가르침이다.
3. 창조성(創造性) : 알라는 (유대교나 기독교의 신과 마찬가지로) 6일만에 우주를 창조한 천지 만물의 창조주이며 만물은 알라의 피조물이다. 인간은 알라가 흙으로 만들어낸, 대지 위에 설치된 알라의 대리인에 불과하다.
4. 자비성(慈悲性) : 《꾸란》의 총114장 가운데 제9장을 제외한 모든 장이 "인자하고 자애로우신 알라의 이름으로"라는 서사로 시작되며, 알라의 속성을 반영하여 붙인 99가지 경칭은 '자비로운', '인자한', '선량한', '관대한', '공정한', '지혜로운' 등 자비성과 관련된 말이 대부분이다. 알라는 인간을 포함한 우주 만물을 창조했을 뿐 아니라 그가 창조한 천지간의 모든 것을 인간의 소유로 제공하였으며, 이것은 인간에 대한 알라의 최대의 은총이자 자비이다. 따라서 인간은 마땅히 알라에게 감사하고 보답해야 하며, 이러한 감사를 무시하는 것은 최대의 죄악이라고 이슬람은 가르친다.

## 같이 보기
- 이슬람
- 알라후 아크바르

## 참조
1. ↑  장 후세인 (2014년 6월 6일). 〈일러두기〉. 《이맘 나와위의 하디스 40선과 해설》. 젠나무민북스. 8쪽. ISBN 9788996915935.
2. ↑  해밀톤 깁『イスラム入門』 加賀谷寛 역, 고단샤학술문고 2002年 86頁。ISBN 4061595571
3. ↑  (일본어) 『アッラー』  - 고트뱅크 “보관된 사본”. 2017년 10월 10일에 원본 문서에서 보존된 문서. 2017년 10월 17일에 확인함.
4. ↑  꾸란 112장 이끌라스 1절~4절. https://islamhouse.com/ko/books/495 보관됨 2017-10-17 - 웨이백 머신 성 꾸란 의미의 한국어 해설
5. ↑  꾸란 4장 163-165절, 46장 12절
6. ↑  꾸란 2장 255절
7. ↑  한편 말레이시아 고등재판소에서는 2009년 말에 '신앙의 자유'를 근거로 정부의 사용금지명령을 취소, '알라'의 표기가 가능하다는 판결을 내렸으며, 정부는 상고했다. 「アラー」使用許可に反発　マレーシア、教会放火・デモも 보관됨 2013-05-13 - 웨이백 머신
8. ↑  “イスラム教徒以外の「アッラー」使用禁じる　マレーシア上訴裁”. 《산케이 신문》. 2013년 10월 15일. 2013년 10월 18일에 원본 문서에서 보존된 문서. 2013년 10월 16일에 확인함.